# Llengües retoromàniques
El retoromànic és una branca de les llengües romàniques composta per tres llengües: el romanx (Grisons, Suïssa), el ladí (Dolomites, estat italià) i el furlà (Friül, estat italià); és parlat, doncs, en l'àrea alpina de l'antiga província romana de Rètia, d'on en prové el nom. Alternativament (qüestió ladina), es pot considerar que el conjunt del retoromànic constitueix una única llengua, el rètic, i llavors romanx, ladí i furlà en serien els tres grups dialectals. Segons alguns autors, el retoromànic representa la resta d'una àrea romànica més àmplia que arribava pel nord fins al Danubi.
L'existència del retoromànic havia passat per alt a la ciència lingüística fins que el donà a conèixer el romanista Graziadio Isaia Ascoli el 1873, sota el nom de ladí. El terme retoromànic ('romànic de Rètia') fou encunyat pel lingüista austríac Theodor Gartner el 1883. L'ús del terme rètic implica considerar tot el conjunt com una sola llengua.

## Varietats
Comprèn tres llengües (o, alternativament, tres grups dialectals de la llengua rètica): 
- romanx (rumantsch): dialectes sobreselvà o sursilvan, sotaselvà o sutsilvan, surmiran, alt engiadinès o puter i baix engiadinès o vallader. D'ençà del 1982 té un estàndard unitari: el romanx grisó (rumantsch grischun). Es parla al cantó suís dels Grisons, on és llengua cooficial des del 1794; també és reconegut com a quarta llengua nacional de Suïssa d'ençà del 1938, i com a quarta llengua oficial de l'estat d'ençà del 1996. En l'actualitat el nombre de parlants del romanx és d'unes 35.000 persones.
- Ladí (ladín): parlat a les Dolomites (Itàlia). D'ençà del 1994 té un estàndard unitari: el ladí dolomític o ladí estàndard (ladin dolomitan o ladin standard). Té certes mesures de protecció al seu domini lingüístic, tot i que de grau variant segons les zones. Reconegut oficialment per l'estat com a llengua el 1999.
- Furlà (furlan): parlat al Friül. D'ençà del 1986 té un estàndard unitari: el furlà estàndard (a partir de la grafie uficiâl de lenghe furlane). Té estatus de "llengua regional" al Friül-Venècia Júlia i gaudeix de certes mesures de protecció en tot el domini lingüístic. Reconegut oficialment per l'estat com a llengua el 1999.

Al llarg dels segles l'avenç de les parles alemanyes i italianes n'ha reduït força el territori, que probablement havia estat continu. Actualment hi ha tres blocs de dialectes retoromànics, estesos en sengles àrees separades les unes de les altres. Malgrat aquest aïllament geogràfic i les diferències destacables que n'hi ha entre les diferents varietats, que dificulten la comunicació entre els seus parlants, es considera que el retoromànic constitueix una sola llengua. Socialment hi ha consciència de germanor entre els diferents pobles de parla retoromànica. En total, el nombre de parlants de retoromànic se situa entre les 500.000 i les 750.000 persones: poc més de 30.000 romanxs, una xifra similar de ladinòfons i almenys mig milió de furlanòfons.
Les llengües retoromàniques corren un perill cert de desaparèixer sota la pressió incessant de les potents llengües oficials dels estats que les inclouen. Pràcticament tots els parlants estan bilingüitzats en la llengua estatal de cada zona, alemany o italià. El perill és més agut pel que fa al romanx i al ladí, comunitats lingüístiques poc nombroses. El furlà, que, amb més de mig milió de parlants, per superfície i població constitueix el gruix principal del retoromànic, és la varietat que té majors potencialitats de normalització.

## Característiques
El vocalisme de cadascun dels dialectes retoromànics és diferent; tots, però, tenen com a mínim les set vocals que també hi ha presents en el català.
Pel que fa a la morfologia, el retoromànic, com a llengua romànica occidental, fa ús de la desinència -s per a formar el plural dels mots. Altres característiques morfològiques, totes derivades del llatí, d'almenys alguna de les varietats retoromàniques, són la conservació, en determinades ocasions, de restes de la declinació nominal i el manteniment del gènere neutre.
Quant a la sintaxi, la influència de l'alemany és destacable en els dialectes de Suïssa (romanx), en què, a diferència del que s'esdevé en els d'Itàlia (ladí i friülà), l'ordre dels mots dins la frase és més fix, el verb és el segon constituent en les oracions principals i el pronom personal subjecte és d'ús obligatori. El lèxic és de base patrimonial llatina, però presenta nombrosos manlleus i préstecs de l'alemany, l'italià i de les llengües eslaves, diferint de manera desigual segons la regió.

## Semblances de vocabulari entre els diferents dialectes, el català i l'italià
| Català          | Sobreselvà | Sotaselvà | Surmiran | Alt engiadinès | Baix engiadinès | Rumantsch Grischun | Friülà  | Nones (Ladí)      | Llatí                 | Italià            |
| --------------- | ---------- | --------- | -------- | -------------- | --------------- | ------------------ | ------- | ----------------- | --------------------- | ----------------- |
| or              | aur        | or        | or       | or             | or, aur, ar     | aur                | aur     | or                | aurum                 | oro               |
| dur             | dir        | dir       | deir     | dür            | dür             | dir                | dûr     | dur               | durus                 | duro              |
| ull             | egl        | îl        | îgl      | ögl            | ögl             | egl                | voli    | ocel              | oculus                | occhio            |
| lleuger (fàcil) | lev        | leav      | lev      | liger          | leiv            | lev                | lizêr   | lizer             | levis                 | lieve             |
| tres            | treis      | tres      | treis    | trais          | trais           | trais              | trê     | trei              | tres                  | tre               |
| neu             | neiv       | nev       | neiv     | naiv           | naiv            | naiv               | nêf     | neu               | nix (abl.: nive)      | neve              |
| roda            | roda       | roda      | roda     | rouda          | rouda           | roda               | ruede   | rueda             | rota                  | ruota             |
| formatge        | caschiel   | caschiel  | caschiel | chaschöl       | chaschöl        | chaschiel          | formadi | formai (ciasolet) | caseolus (formaticus) | cacio (formaggio) |
| casa            | casa       | tgeasa    | tgesa    | chesa          | chasa           | chasa              | cjase   | ciasa             | casa                  | casa              |
| gos/ca          | tgaun      | tgàn      | tgang    | chaun          | chan            | chaun              | cjan    | ciagn             | canis                 | cane              |
| cama            | comba      | tgomba    | tgomma   | chamma         | chomma          | chomma             | gjambe  | giamba            | gamba                 | gamba             |
| gallina         | gaglina    | gagliegna | gagligna | gillina        | giallina        | giaglina           | gjaline | gialina           | gallina               | gallina           |
| gat             | gat        | giat      | giat     | giat           | giat            | giat               | gjat    | giat              | catus                 | gatto             |
| tot             | tut        | tut       | tot      | tuot           | tuot            | tut                | dut     | tut               | totus                 | tutto             |
| forma           | fuorma     | furma     | furma    | fuorma         | fuorma          | furma              | forme   | forma             | forma                 | forma             |
| jo              | jeu        | jou       | ja       | eau            | eu              | jau                | jo      | mi                | ego                   | io                |